# Иво Мунћан
Иво Мунћан (рум. Ivo Muncian; рођен 10. августа 1943. у Варјашу, округ Тимиш) српски  и румунски је песник, прозни писац, публициста, новинар, есејиста, преводилац и учитељ, који се бави очувањем културне и духовне баштине Срба у Румунији, пре свега кроз књижевност.

## Биографија и каријера
Основну школу похађа у родном селу.
Завршио је српску гимназију у Темишвару 1961. и Филолошки факултет Универзитета у Букурешту, српско-румунско одељење, 1966. године.
Од 1968. до 2001. радио је као новинар недељника на српском језику „Наша реч“ (раније „Банатске новине“), који излази у Темишвару.
Тренутно је уредник књижевног часописа на српском језику у Темишвару „Књижевни живот“.
Такође је ванредни професор на Западном универзитету, Филолошком факултету, Катедра за српски језик.
Члан је Савеза румунских писаца, Темишварске подружнице и Савеза књижевника Србије.
Ожењен је од 1966. са Дором, професорицом руског и румунског језика у Темишварској железничкој школи.
Има сина Габријела-Мира, дипломираног на Факултету рачунарских наука Универзитета „Политехника” у Темишвару, Румунија, тренутно професор на Универзитету града Даблина, Ирска.